# John Neumeier
John Neumeier (24 februari 1939) is een Amerikaans balletdanser, choreograaf en regisseur. Van 1973 tot 2024 was hij directeur en hoofdchoreograaf van het Hamburg Ballet. In 1978 richtte hij een daaraan gekoppelde balletschool met internaat op. Van 1996 tot 2024 was Neumeier ook directeur van de Hamburgische Staatsoper.

## Biografie
Neumeier werd geboren in Milwaukee, Wisconsin, waar hij zijn eerste balletopleiding genoot. Na een bachelor in Engelse literatuur en theaterwetenschap aan de Marquette University in 1961, studeerde hij in Kopenhagen bij Vera Volkova en aan de Royal Ballet School in Londen. In 1963 trad hij toe tot het Stuttgart Ballet onder leiding van John Cranko. Hij klop op tot solist. In 1969 werd Neumeier directeur van het Frankfurter Ballet en vanaf 1973 directeur en hoofdchoreograaf van het Hamburg Ballet. Van 1971 tot 1974 was Neumeier ook gastchoreograaf van het Royal Winnipeg Ballet, waar hij zijn versie van De Notenkraker opvoerde.

## Belangrijk werk
Neumeiers choreografisch oeuvre bestaat uit meer dan 120 werken, waaronder vele avondvullende ballet met een verhaal. Velen daarvan hebben een literaire oorsprong, zoals Don Juan (gecreëerd voor het Frankfurter Ballet, 1972), Hamlet Connotations (1976) La dame aux Camélias (Stuttgart Ballet, 1978, 2010, gebaseerd op het gelijknamige werk van Alexandre Dumas fils), A Streetcar Named Desire (Stuttgart Ballet, 1983, gebaseerd op Tramlijn Begeerte van Tennessee Williams), Peer Gynt (1989), The Seagull (2002), Death in Venice (2003, gebaseerd op De dood in Venetië van Thomas Mann), The Little Mermaid (Koninklijk Deens Ballet, 2010), Liliom (2011) en Tatiana (2014, gebaseerd op Jevgeni Onegin van Aleksandr Poesjkin ). Van bijzonder belang zijn zijn bewerkingen van toneelstukken van William Shakespeare, waaronder Romeo and Juliet (Frankfurt Ballet, 1974), A Midsummer Night's Dream (1977), Othello (1985), As You Like It (1985), Hamlet (Koninklijk Dees Ballet, 1985) and VIVALDI, or What You Will (1996).
Hij herinterpreteerde ook de negentieende-eeuwse klassiekers: De Notenkraker (Frankfurt Ballet, 1971), Illusions, like Swan Lake (1976), vrij gebaseerd op het leven van Lodewijk II van Beieren, De schone slaapster (1978) en Giselle (2000). Hij maakte ook choreografieën op bijbelse onderwerpen zoals The Legend of Joseph (Wiener Staatsballet, 1977), Matthäus Passion (1981), Magnificat (Parijse Operaballet, 1987), Requiem (1991), Messiah (1999) and Weihnachtsoratorium (2007, 2013), alsook balletten geïnspireerd door de mythologie: Daphnis et Chloe (Frankfurt Ballet, 1972), Sylvia (Parijse Operaballet, 1997), Orpheus (2009), Tristan (1982), The Saga of King Arthur (1982) and Parzival - Episodes and Echo (2006). Neumeier vond ook veel inspiratie in het leven en werk van Vaslav Nijinsky en heeft verschillende balletten over hem geproduceerd: Vaslav (1979), de avondvullende Nijinsky (2000) en Le Pavillon d'Armide (2009). Neumeier voorzag ook de muziek van Gustav Mahler van een choreografie, waaronder het biographische Purgatorio (2011), gebaseerd op Deryck Cooke's reconstructie van Mahler's tiende symfonie. Neumeier zette ook dans op Mahlers eerste (Lieb' und Leid und Welt und Traum, Ballet van de XXste Eeuw, 1980), derde (1975), vierde (Royal Ballet, 1977), vijfde (1989), zesde (1984) en negende (In the Between, 1994) symfonie, alsook op de Rückert-Lieder (1976), Des Knaben Wunderhorn (Soldier Songs, 1989) en Das Lied von der Erde (Parijse Operaballet, 2015). In 2017 creëerde en regisseerde hij een nieuwe productie van Glucks Orfeo ed Euridice voor de Lyric Opera of Chicago met het Joffrey Ballet. In hetzelfde jaar werd hij ook regisseur van Le Pavillon d'Armide.

## Prijzen
- 1988 and 2008: Deutscher Tanzpreis
- 1992: Prix Benois de la Danse voor beste choreografie (voor Windows on Mozart)[20]
- 2003: ridder in het Legioen van Eer
- 2006: Ere-burger van Hamburg
- 2007: Herbert von Karajan Music Prize
- 2015: Kyoto Prize
- 2017: Prix de Lausanne Life Achievement Award